# Benvärmare

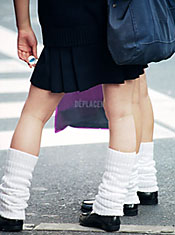
Loose socks.

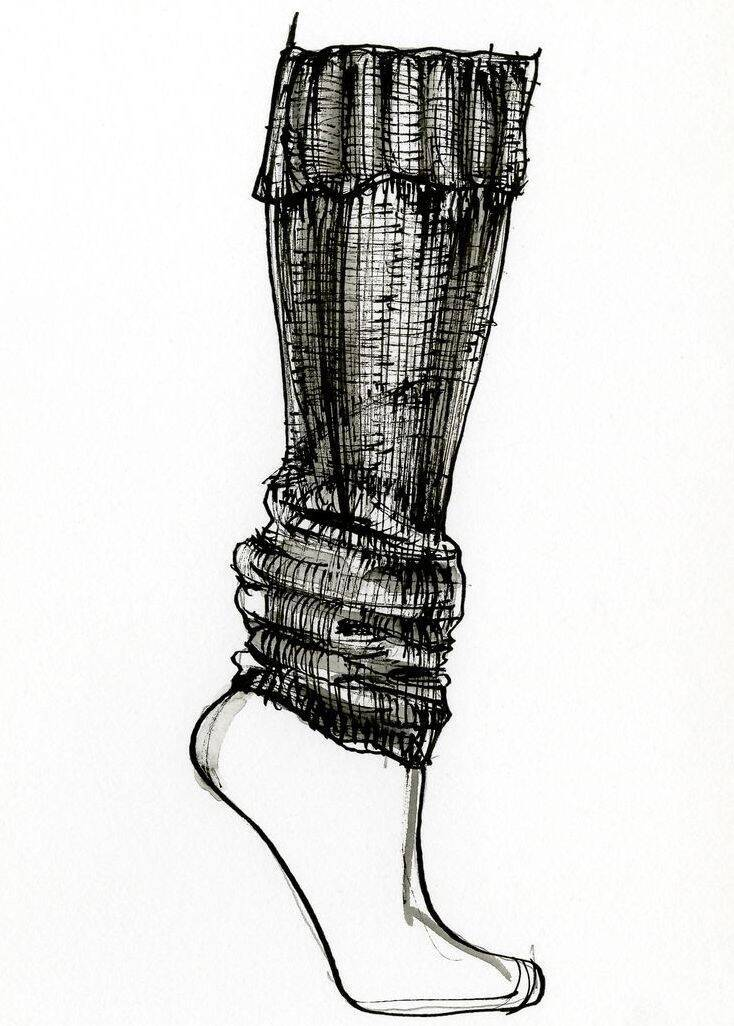
Benvärmare

Benvärmare är ett stickat, cylindriskt plagg, ungefär som en socka, fast utan fot. Det bärs vanligtvis lite bylsigt på benens nedre del.
Dansare brukar ha benvärmare för att hålla sig varma och därigenom förhindra skador. Som modeplagg är benvärmare förknippade med 1980-talet, men har kommit tillbaka under de senaste åren. I Japan har vita så kallade loose socks blivit populära och bärs av skolflickor till skoluniformen.